# 鍵本輝
鍵本 輝（1988年8月20日—），奈良縣生駒郡斑鳩町出身的歌手。男子舞蹈團體Lead之中最年少的成員。

## 個人簡歷
- 家庭成員有父母及一個哥哥。
- 小時候曾經加入劇團。
- 去劇團的路上經過舞蹈學校，漸漸對舞蹈產生興趣，之後退出劇團改到舞蹈學校。
- 在舞蹈學校的時候，和同團的成員谷內伸也同樣是大阪電視台的節目「土曜はオットコマエ！」的固定班底。

## 演出
- 團體演出請參照Lead的頁面
- 粗體字為主演

### 電視劇
- 太陽與海的教室（2008年7月21日 - 9月22日、富士電視台） 飾 日垣茂市
- ひだまりの場所～初恋～（向著光明的未來～初戀～）（2010年1月20日 - 4月10日、BeeTV） 飾 瀬尾和樹
- Switch Girl!!～變身指令～2第4、5集（2012年12月28日～2013年1月4日、富士TWO） 飾 真木村禪
- 佛物專寺（2013年7月16日～9月24日、TBS） 飾 渡邊由紀
- 不好意思，我們明天要結婚(2017年1月23日～3月20日、富士電視台) 飾 清水悠真

### 電影
- 天使がくれたもの（天使的禮物）（2007年） 飾 香久山聖

### 綜藝節目
- 踊る!さんま御殿!!（2006年4月25日、日本電視台）
- くりぃむしちゅーのたりらリでイキます!!2時間SP（2006年10月5日、日本電視台） - 沢田役
- 脳内エステ IQサプリ　秋之2小時SP（2008年9月20日、富士電視台）
- 快傑えみちゃんねる（2009年5月1日、關西電視台）
- 恋愛百景（2009年8月10日、朝日電視台）
- 王様のブランチ（2011年4月30日、TBS）

### 手機連續劇
- 「線香花火 （页面存档备份，存于）」（監督：岡島明、全2話） 友情出演
- 「下町探偵物語 〜マリアを探せ!〜 （页面存档备份，存于）」（下町偵探物語 〜尋找瑪利亞～）（監督：井坂聰、全3話） 飾 AKIRA
- 「下町探偵物語 2 〜浮気はやめて!〜 （页面存档备份，存于）」（下町偵探物語 〜不准出軋！～）（監督：月野木隆、全3話） 飾 AKIRA

### 舞台劇
- 體操男孩vol.2 飾 金村翔太郎

2011年5月18～22日　東京・赤坂ACT Theater
2011年5月27～29日　名古屋・御園座
2011年6月3～5日　大阪・Theater BRAVA!
2011年7月2～3日　東京・東京國際Forum Hall C
- 體操男孩vol.3　飾 日吉洪太

2012年9月21日～23日　東京・赤坂ACT Theater
- 朗讀劇 私の頭の中の消しゴム 5th Letter （腦海中的橡皮擦 5th Letter） 飾 浩介

2013年6月7日、16日　東京・天王洲銀河劇場
- 舞台 佛物專寺 飾 渡邊由紀

2013年11月6日〜17日　東京・赤坂ACT Theater
2013年12月6日　大阪・梅田藝術劇場
- 舞台「義風堂堂!!」 飾 前田慶次

2017年11月17日～26日 AiiA 2.5 Theater Tokyo
2017年12月9日～10日 大阪・名古屋米爾帕克酒店

### DVD
- 鍵本輝First Solo DVD「in blue」（2009年7月1日、The Television HOMME DVD Series）

### Music video
- 愛されたい･･･愛してる？ with AZU／K.J.　(2011年9月)

### 小說封面
- 魔王様のお気に入り（魔王大人的寵兒）（2011年、作者：瑠愛、出版者：魔法のiらんど文庫）
- 魔王様のお気に入り2（魔王大人的寵兒2）（2012年、作者：瑠愛、出版者：魔法のiらんど文庫）